# 오버 더 레인보우 (영화)
"오버 더 레인보우"는 2002년에 개봉한 대한민국의 영화이다.

## 캐스팅
- 이정재 : 진수 역
- 장진영 : 연희 역
- 정찬 : 상인 역
- 엄지원 : 은송 역
- 이영주 : 유나 역
- 김서형 : 경희 역
- 신은정 : 영미 역
- 박윤현 : 혜영 역
- 조승연 : 사진남 역
- 송용태 : 방송국 부장 역
- 배장수 : PD 역
- 최규환 : FD 역
- 이정화 : 여자 캐스터 역
- 맹봉학 : 정신과 의사 역
- 염철호 : 헌병 1 역
- 최보은 : 모델 역
- 공형진 : 보험 역 (우정출연)
- 최재원 : 동아리 선배 역 (우정출연)